# انسس
انسس، بالإنجليزية ANSYS ، اختصارا لِ ANalysis SYStem هي عبارة عن مبرمجة مبنية على طريقة العناصر المنتهية، والتي اخترعها د. جون سوانسون (Jon Swanson).

منذ 1970 بدأت شركة SASI التي أسسها سوانسون، اختصاراً: Swanson Analysis Systems Inc بإصدار نسخاتها البرمجية حتى النسخة الخامسة (5.1 Version)، وبعد بيع الشركة في عام 1994 تغير اسمها إلى Ansys Inc.
برنامج ansys يُعنى بحل المسائل الخطية وغير الخطية لكل من: الميكانيكا الإنشائية، ميكانيكا الموائع، علم الصوت، الديناميكا الحرارية، الكهرباء الانضغاطية وللكهرومغناطيسية التقليدية.
يحتوي البرنامج على عدد من العناصر لحل المسائل ذات البعد الواحد وذات البعدين وثلاثية الأبعاد.
هناك نسختين من البرنامج حالياً: النسخة الأولى الكسلاسيكية (ANSYS Classic) وهناك النسخة الرسومية (GUI) والمسماة ANSYS Workbench.
يحتوي البرنامج على عدد من العناصر لحل المسائل ذات البعد الواحد وذات البعدين وثلاثية الأبعاد.
هناك نسختين من البرنامج حالياً: النسخة الأولى الكسلاسيكية (ANSYS Classic) وهناك النسخة الرسومية (GUI) والمسماة ANSYS Workbench.

## النسخة الكلاسيكية
النسخة الكلاسيكية تحتوي على معالج أولي ومعالج ثانوي (pre processor and post processor) مبرمجة بما يعرف ب Tcl/Tk مهمتها تعريف حل المشكلة (الوظيفة). أكثر المستخدمين لهذه النسخة يستعملون لغة APDL، أي (Ansys Parametric Design Language) والتي تستعمل لإدخال المعلومات وللحساب الالي (automation).

## النسخة الرسومية
في هذه النسخة (ANSYS Workbench) يُتاخ للمستخدم استخدام أسهل لوصف المسألة الحسابية، ولكتابتها بحيث تتم المعالجة. اللوغاريتميات لهذه النسخة أحدث منها في السابقة وتسهل عمليات البحث والربط مع مختلف أنظمة CAD Systems. لكن من ناحية أخرى فإن هذه النسخة لا تحتوي كل التطبيقات التي تعطيها النسخة الكلاسيكية.
من الممكن باستخدام أوامر معينة من لغة APDL ان تُدخل تطبيقات من النسخة الكلاسيكية إلى النسخة الرسومية وتدمج هناك.

عن طريق لغة Java Script يمكن التحكم بعمل النسخة الرسومية بشكل آلي (automatic).

## روابط خارجية
- ansys.com – Official Website of ANSYS, Inc.
- cadfem.de – Official website of CADFEM germany (Distributor ANSYS)
- cfx-berlin.de – Official Website of CFX Berlin (Distributor ANSYS CFD)
- The Unofficial History of ANSYS (engl.)